# Return of Saturn
Return of Saturn (inglés para "Retorno de Saturno") es el cuarto álbum de estudio de la banda californiana No Doubt. El álbum fue lanzado en abril de 2000.
Después de la gira que duró 2 años y medio para promover su tercer álbum "Tragic Kingdom" (1995), No Doubt compuso una docena de duras canciones para su oportunidad para trabajar con el productor Glen Ballard. La creación del álbum, que duró 2 años, llegó a convertirse en un proceso de disensión con la banda, que dio como resultado, problemas con el sello discográfico. El álbum fue completado después de que la banda volviera al estudio para grabar 2 de las canciones que llegaron a ser sencillos del álbum.
El álbum mantiene los estilos ska punk y reggae que la banda ya había utilizado. En esta ocasión, están más influenciados por un rock más alternativo. Las letras están inspiradas por una fijación de la cantante Gwen Stefani que consiste en poner en contraste la vida más doméstica y la suya, en una carrera musical.
Durante la creación de la música y hasta su lanzamiento, Return of Saturn recibió comentarios positivos de críticos musicales. Debutó finalmente el número 2 en la lista Billboard 200 en los Estados Unidos, pero era incapaz de compararse con las ventas que "Tragic Kingdom" consiguió. El álbum produjo cuatro sencillos, uno de ellos alcanzó puesto en la lista Billboard Hot 100. En la 43.ª gala de los Grammy, el álbum estaba nominado a la categoría Mejor Álbum de Rock.

## Antecedentes
Después del exitoso y rompedor álbum de No Doubt, Tragic Kingdom de 1995, la banda escribió más de 20 canciones para un nuevo disco, influenciado por artistas como The Cure. Durante el tour que se alargó en más de 2 años y medio desde que salió a la venta Tragic Kingdom, la banda comenzó a tener problemas para producir material y decidieron experimentar con nuevos sonidos. Muchas de las canciones fueron escritas en una casa alquilada en Hollywood Hills, en Los Ángeles, California, donde el bajista Tony Kanal estaba viviendo. Al principio del proceso de producción, a mediados de 1998, la banda trabajó en 7 canciones en Los Ángeles con el productor Matthew Wilder, que es el mismo que llevó Tragic Kingdom, pero el problema es que se habían creados diferencias con él. Esto les llevó a Nueva York para trabajar con Michael Beinhorn, productor de bandas de rock alternativo como Red Hot Chili Peppers, Hole y Soundgarden.
Cuando los problemas con los horarios se presentaron con Beinhorn, la banda se entrevistó con importantes productores decidiéndose al final por Glen Ballard. Le escogieron, por la presión que el representante Jimmy Iovine ejerció y la creencia de Ballard en no usar elementos heavys. Ballard estuvo escuchando acerca de 50 demos de la banda, de los cuales, eliminó la mitad. Ellos frecuentemente faltaban a varias citas, excusándose con que correr para sacar el álbum y recoger los mismos beneficios y éxitos que Tragic Kingdom consiguió, era imprudente y más después de 3 años que habían pasado. A principios de 1999, No Doubt lanzó "New", coproducida por el miembro de los Talking Heads, Jerry Harrison; y que fue la banda sonora de la película Go (1999).
En julio, la banda hizo una parada en el trabajo sobre el álbum, todo ello acordado con la discográfica. Sin embargo, Interscope les recomendó continuar escribían para que ellos tuvieran un sencillo más comercial, es decir, que diera más dinero. La banda, gracias a esto se separó; por un lado de la postura de Gwen Stefani que se ofreció a continuar y por otra la del batería Adrian Young y el guitarrista Tom Dumont que desconfiaban de la discográfica debido a que Interscope creó sublicencias de Tragic Kingdom a Trauma Records. Tras estos incidentes, Dumont envió a Stefani algunos de sus demos en señal de paz. Con esto la banda volvió para el estudio a crear más canciones con más fuerzas y trabajadas como "Ex-Girlfriend" y "Simple Kind of Life". Muchas de las grabaciones, mezclas de audio y masterización del mismo se llevaron a cabo al final de ese año. David LaChapelle se encargó de los trabajos de fotografía que servirían entre otros para la carátula del álbum por enero del 2000.
El nombre del proyecto inicial de este disco era "Magic's In The Makeup", y fue anunciado en mayo de 1998. Más tarde, en noviembre de 1999 se anuncia como título "Saturn Returns". La vocalista principal, Gwen Stefani, estaba confusa acerca de sus sentimientos de depresión e interés por Sylvia Plath durante las grabaciones. Su novio, Gavin Rossdale, frente a esta situación, le explicó que ella se encontraba sobre "su retorno de Saturno". Saturno tarda en dar una vuelta completa al sistema solar en 29'4 años terrestres y, en astrología, el tiempo que tarda Saturno en regresar a su posición es el mismo tiempo que tarda uno en entenderse a sí mismo y a poder autoevaluarse. Gwen Stefani nació el 3 de octubre de 1969 y muchas de las canciones fueron escritas durante su retorno de Saturno.

## Música y letras
La música de Return of Saturn explora aún más el estilo new wave, al tiempo que agrega una sensación de rock alternativo y mantiene algunos de los sonidos de ska y reggae de la banda. La parte de batería de Adrian Young en "Simple Kind of Life" se mezcló a través de filtros de baja fidelidad para darle el sonido de una poderosa balada de baja fidelidad. "Six Feet Under" y "Staring Problem" fueron descritos como un regreso más consciente al material anterior de la banda, una combinación de trabajo de la banda new wave Missing Persons y la banda de hard rock Van Halen.
No Doubt experimenta con varios estilos nuevos en el álbum. "Ex-Girlfriend", que originalmente presentaba un sonido funk estilo Prince, fue reescrito e incluye voces rapeadas sobre piano y partes de guitarra flamenca. Después de abrir con la parte de trompeta funeraria de jazz de Gabrial McNair sobre el beatboxing de Young, "Bathwater" continúa con una canción escrita en tiempo de swing. Fue descrito como una combinación de las raíces de 2 Tone de la banda con la payasada operística de Gilbert y Sullivan. "Marry Me" presenta el uso de la tabla, un par de tambores de mano afinados que se destacan en la India. Las contribuciones del joven y bajista Tony Kanal se compararon con el ritmo de la música nu metal, y la progresión fragmentada de "Comforting Lie" se comparó con el trabajo de Korn.
La letra del álbum describe la maduración y la feminidad de Gwen Stefani, reflejadas en imágenes de anticonceptivos orales, un pastel de bodas y maquillaje en la portada del álbum, así como su relación romántica con Gavin Rossdale. Sus letras generaron comparaciones con el estilo amargo y confesional de la líder de Hole, Courtney Love. "New" fue escrita mientras la banda estaba de gira sobre la emoción de conocer a Rossdale y su enamoramiento por él. Composiciones posteriores, sin embargo, discuten los problemas que los dos tenían para mantener una relación a larga distancia. "Ex-Girlfriend" trata sobre una relación fallida, y "Suspension Without Suspense" y "Home Now" detallan sentimientos de resentimiento, soledad e indecisión. En "Simple Kind of Life", confiesa que espera cometer un error con su método anticonceptivo y desea dejar la música por una vida doméstica. Sin embargo, contrasta esto con su necesidad de independencia:

Cualquiera que me conozca sabe que tener una familia siempre ha sido lo más importante para mí. Quería ser madre (lo cual es dar amor incondicional) y una esposa solidaria y, de repente, ni siquiera puedo ser una buena novia porque parece que no encuentro el momento adecuado para llamar. Quiero hacerlo todo, pero sólo puedo hacer una cosa buena, y ahora he elegido hacer esto. Estar en una banda es una elección un poco egoísta.. —  Gwen Stefani, Entertainment Weekly.

## Recepción crítica
Return of Saturn recibió críticas generalmente positivas de los críticos musicales. En Metacritic, que asigna una calificación normalizada sobre 100 a las reseñas de publicaciones convencionales, el álbum recibió una puntuación promedio de 68, basada en 16 reseñas. David Browne, de Entertainment Weekly, caracterizó el álbum como lleno de "baladas de tiempo medio más suaves y en capas, con una textura cremosa como pasteles de Napoleón extra espesos", pero afirmó que las letras de Stefani eran demasiado un retroceso a la escena del rock alternativo. de principios de la década de 1990 y contrastó con el boom del pop adolescente. Robert Christgau , escribiendo para The Village Voice, describió las emociones que Stefani expresaba como superficiales, y la NME declaró que su preocupación por Rossdale distraía y debilitaba el carácter intenso, parecido a Madonna, que había establecido en Tragic Kingdom. El crítico de AllMusic Stephen Thomas Erlewine, sin embargo, lo llamó "un disco fantástico y en capas que supera cualquier expectativa establecida por Tragic Kingdom". Barry Walters de Rolling Stone se refirió a él como "una continuación de superestrella que no sólo mejora a su predecesor sino que también se aleja radicalmente de él". La publicación incluyó el álbum en su lista de los 50 mejores álbumes del año, describiéndolo como "un disco que avanza como un gran éxito mientras se muerde las uñas". Sal Cinquemani de Slant Magazine comentó que aunque el álbum no tuvo ningún sencillo exitoso, Return of Saturn fue "un álbum sólido y prueba de un futuro saludable y innovador para No Doubt".

## Recepción comercial
Return of Saturn debutó en el número dos del Billboard 200 de EE. UU., detrás de No Strings Attached de 'N Sync, y vendió 202 000 copias en su primera semana. La Recording Industry Association of America (RIAA) certificó el álbum como platino en mayo de 2000, y hasta julio de 2012, había vendido 1 587 000 copias en los Estados Unidos. El álbum tuvo éxito en el mercado del rock moderno y sus dos primeros sencillos, "New" y "Ex-Girlfriend", alcanzaron el top 10 de la lista Billboard Modern Rock Tracks. Tuvo menos éxito en el mercado principal, y "Simple Kind of Life" fue el único sencillo que llegó al Billboard Hot 100, donde alcanzó el puesto 38. El álbum fue nominado a Mejor Álbum de Rock en los Premios Grammy de 2001, donde perdió ante There is Nothing Left to Lose de Foo Fighters. En Canadá, alcanzó el puesto número dos en la lista de álbumes de RPM y el número cuatro en la lista de álbumes de Billboard. Return of Saturn recibió una certificación Platino de la Asociación Canadiense de la Industria Discográfica  (actual Music Canada) en junio de 2000, lo que indica ventas superiores a 100 000 copias.

## Lista de canciones
| N.º | Título                                | Escritor(es)                     | Productor(es)                              | Duración |  |
| 1.  | «Ex-Girlfriend»                       | G. Stefani, T. Dumont, T. Kanal  | Glen Ballard                               | 3:31     |  |
| 2.  | «Simple Kind of Life»                 | G. Stefani                       | Glen Ballard                               | 4:16     |  |
| 3.  | «Bathwater»                           | G. Stefani, T. Dumont, T. Kanal  | Glen Ballard                               | 4:03     |  |
| 4.  | «Six Feet Under»                      | G. Stefani, T. Kanal             | Glen Ballard                               | 2:28     |  |
| 5.  | «Magic's in the Makeup»               | G. Stefani, T. Dumont            | Glen Ballard                               | 4:21     |  |
| 6.  | «Artificial Sweetener»                | G. Stefani, T. Dumont, T. Kanal  | Glen Ballard                               | 3:54     |  |
| 7.  | «Marry Me»                            | G. Stefani, T. Kanal             | Glen Ballard                               | 4:39     |  |
| 8.  | «New»                                 | G. Stefani, T. Dumont            | Jermry Harrison                            | 4:26     |  |
| 9.  | «Too Late»                            | G. Stefani, T. Dumont, T. Kanal  | Glen Ballard                               | 4:14     |  |
| 10. | «Comforting Lie»                      | G. Stefani, T. Dumont, T. Kanal  | Glen Ballard                               | 2:53     |  |
| 11. | «Suspension Without Suspense»         | G. Stefani                       | Glen Ballard                               | 4:10     |  |
| 12. | «Staring Problem»                     | G. Stefani, T. Kanal, E. Stefani | Glen Ballard                               | 2:44     |  |
| 13. | «Home Now»                            | G. Stefani, T. Dumont, T. Kanal  | Glen Ballard                               | 4:35     |  |
| 14. | «Dark Blue» «Too Late (Instrumental)» | G. Stefani, T. Dumont —          | Glen Ballard Glen Ballard y Matthew Wilder | 10:30    |  |

| Bonus track de la edición internacional |                                             |                         |                                              |          |  |
| N.º                                     | Título                                      | Escritor(es)            | Productor(es)                                | Duración |  |
| 15.                                     | «Big Distraction» «Too Late (Instrumental)» | G. Stefani, T. Dumont — | Matthew Wilder Glen Ballard y Matthew Wilder | 9:30     |  |

| Pistas extra de la edición japonesa |                                         |                                   |                                            |          |  |
| N.º                                 | Título                                  | Escritor(es)                      | Productor(es)                              | Duración |  |
| 15.                                 | «Big Distraction»                       | G. Stefani, T. Dumont             | Matthew Wilder                             | 3:34     |  |
| 16.                                 | «Full Circle» «Too Late (Instrumental)» | G. Stefani, T. Kanal, T. Dumont — | Glen Ballard Glen Ballard y Matthew Wilder | 9:12     |  |

## Créditos y personal
Créditos adaptados de las notas de Return of Saturn.
No Doubt
- Gwen Stefani – escritura, voz.
- Tony Kanal – escritura, bajo.
- Tom Dumont – escritura, guitarras.
- Adrian Young – batería, percusión.

### Músicos adicionales
- Gabrial McNair – sintetizador, piano, todos los instrumentos de teclado, trombón, arreglos de trompeta (todas las pistas); programación de sintetizador (pista 5)
- Stephen Bradley – trompeta
- Bryan Carrigan – programación de sintetizador (pista 5)
- Michael Boddicker – programación de sintetizador (pista 5)
- Theo "Hound Dog" Mondle – tablas (pista 7)
- Orion Crawford – preparación de gráficos
- Mike Garson – piano ("Too Late (Instrumental)")
- Paul Buckmaster – arreglos de cuerdas ("Too Late (Instrumental)")

### Técnica
- Glen Ballard – producción (pista 1–7, 9–14, "Too Late (Instrumental)")
- Jerry Harrison – producción (pista 8)
- No Doubt – producción (pista 8)
- Alain Johannes – grabación (pista 2–7, 9–14, "Too Late (Instrumental)")
- Karl Derfler – grabación (pista 1, 5, 8)
- Jack Joseph Puig – mezclando
- Bob Ludwig – mezclando
- Scott Campbell – grabación adicional
- Bryan Carrigan – grabación adicional
- Sean Beavan – grabación adicional (pista 6, 7, 14); edición sonora (pista 1, 5, 8)
- Colin "Dog" Mitchell – Grabación de preproducción, coordinación de equipos
- Jolie Levine-Aller – coordinación de producción
- Rachel Cleverley – asistencia a la producción
- Matthew Wilder – producción ("Too Late (Instrumental)")
- Thom Panunzio – grabación ("Too Late (Instrumental)")

### Obra de arte
- David LaChapelle – fotografía
- Robert Fisher – diseño
- Joe Mama-Nitzberg – fotografía, coordinación de arte
- Cindy Cooper – coordinación del paquete del álbum

## Posicionamiento en listas
| País (Lista 2000)                      | Mejor posición |
| -------------------------------------- | -------------- |
| Alemania (Listas de GfK Entertainment) | 5              |
| Australia (ARIA)                       | 11             |
| Austria (Ö3 Austria Top 40)            | 18             |
| Bélgica (Flandes) (Ultratop)           | 44             |
| Bélgica (Valonia) (Ultratop)           | 45             |
| Canadá (RPM)                           | 2              |
| Canadá (Canadian Albums Chart)         | 4              |
| Escocia (OCC)                          | 36             |
| Estados Unidos (Billboard 200)         | 2              |
| Europa (European Top 100 Albums)       | 7              |
| Finlandia (Suomen virallinen lista)    | 5              |
| Francia (SNEP)                         | 21             |
| Irlanda (IRMA)                         | 52             |
| Japón (Oricon Albums Chart)            | 18             |
| Nueva Zelanda (New Zealand Chart)      | 14             |
| Noruega (VG-lista)                     | 35             |
| Países Bajos (Dutch Charts)            | 24             |
| Portugal (AFP)                         | 13             |
| Reino Unido (Official Albums Chart)    | 31             |
| Suecia (Sverigetopplistan)             | 7              |
| Suiza (Schweizer Hitparade)            | 8              |

| País (Lista 2000)              | Posición |
| ------------------------------ | -------- |
| Canadá (Luminate)              | 133      |
| Estados Unidos (Billboard 200) | 73       |

## Certificaciones
| País           | Organismo certificador | Certificación | Unidades certificadas / Ventas |
| -------------- | ---------------------- | ------------- | ------------------------------ |
| Canadá         | Music Canada           | Platino       | 100 000                        |
| Estados Unidos | RIAA                   | Platino       | 1 000 / 1 587 000              |